# Oberonia longicaulis
Oberonia longicaulis är en orkidéart som beskrevs av Rudolf Schlechter. Oberonia longicaulis ingår i släktet Oberonia och familjen orkidéer. Inga underarter finns listade i Catalogue of Life.